# Stig Ericson
Stig Ericson, folkbokförd Stig Gustaf Leopold Eriksson, född 4 oktober 1929 i Sankt Matteus församling, Stockholm, död 19 mars 1986 i Johannes församling, Stockholm, var en svensk folkskollärare, musiker och barn- och ungdomsförfattare författare. 
Ericson utbildade sig till folkskollärare vid Folkskoleseminariet 1952-1956. Han studerade förutom detta musik och ägnade sig också åt grafisk formgivning. 1945-1958 var han aktiv som jazzmusiker. Han hade  tjänst som folkskollärare 1956-1962 och blev sedan efter sin bokdebut 1962 redaktör på Bonniers förlag 1963-1979.1979 startade han bokförlaget Två Skrivare med kollegan Hans-Eric Hellberg. Stig Ericson skrev till största delen ungdomsböcker som skildrade indianer och utspelades i Vilda Västern. Han ägnade mycket tid  åt att insamlande av fakta och hans böcker skildrar ett stort engagemang för de nordamerikanska indianerna  och även för de vita nybyggarnas umbäranden.  

## Författarskap

### Indian- och västernböcker
Ericsons debut roman Vägen västerut 1962 följdes av fristående indianskildringar. Hans fick ett genombrott  med de fem böckerna om Dan Henry 1969-1973. Böckerna utspelar sig under de sista stora indiankrigen i slutet av 1800-talet. Dan Henry är 14-årig pojke med svenska anor, som blir soldat i den amerikanska armén. Hans indianskräck byts efter hand ut mot en mer insiktsfull syn på indianernas situation. Boken Blås till attack, Dan Henry skildrar grymma scener där indianer slaktas. Serien om Lilla Vargen  berättar ett folks undergång och upplösning. Böcker gestaltar djupare indianernas rika kultur och föreställningsvärld, med ett poetiskt målande språk.  Den kulturella och sociala förnedringen i USA:s  reservat skildrade han i böckerna Den röda vägen och Du är också indian, Pamela. Böckerna Jenny från Bluewater och Jenny och den röda stormen berättar om nybyggare i Nebraska med en närmast sociologisk beskrivning miljön som de första vita på  prärien upplevde med djupare personporträtt.
Stig Ericson skrev också böcker om ishockey, Kom igen! Tigrarnas första turnering från 1974 och Mål! Tigrarna i Cupen 1975 behandlar inte prestationerna  i centrum, utan speglar händelser utanför rinken, med utslagningsmekanismer inom idrotten och barns olika uppväxtmiljöer. Ishockeyböckerna vänder sig främst mot pojkar. Boken Syrran från 1979 möjligen undantagen. då den handlar om en syster med en ishockeystjärna till bror. Ericson skrev sex böcker (markerade med * efter namnet nedan) som skildrade miljön runt en ishockeyklubb i stockholmsförorten Huddinge. Ericson var vid den tiden också redaktör för Huddinge IK:s medlemstidning. Stig har även skapat klubbens ikoniska klubbmärke föreställandes en skridsko, med texten Huddinge Hockey. Stig Ericson skrev omkring 35 böcker. Bilderboken Ropande korpen postumt utgiven 1990 blev hans sista. 

## Priser och utmärkelser
- Nils Holgersson-plaketten 1970 (för hans samlade produktion)
- Bonniers barnboksstipendium 1972
- Litteraturfrämjandets stora barnbokspris 1978